# Reduta Ramla
Reduta Ramla (malt. Ridott tar-Ramla, ang. Ramla Redoubt), znana też jako Reduta Vendôme (malt. Ridott ta' Vendôme, ang. Vendôme Redoubt) – była reduta w Ramla Bay, w granicach miejscowości Xagħra na wyspie Gozo. Została zbudowana przez Zakon Maltański w latach 1715–1716 jako jedna z serii fortyfikacji brzegowych dokoła Wysp Maltańskich. Reduta już nie istnieje, lecz mały kawałek fundamentów jest ciągle widoczny.

## Historia
Reduta Ramla została zbudowana w latach 1715–1716 jako część pierwszej serii budowy nabrzeżnych redut i baterii na Malcie. Była ona ulokowana w centrum Ramla Bay. Na brzegu zatoki znajdowały się też Bateria Ramla Prawa i Bateria Ramla Lewa, oraz umocnienie (entrenchment) – mur łączący obie baterie z redutą. Ramla Bay była dodatkowo broniona przez Wieżę Marsalforn na płaskowyżu ponad zatoką oraz przez podwodną barierę, uniemożliwiającą lądowanie wrogich okrętów w zatoce.
Reduta oryginalnie zawierała pięciokątną platformę z niskim parapetem. Prostokątny blokhauz ulokowany był w środku.
W roku 1881, na pozostałościach reduty postawiono statuę Madonny.

## Współcześnie
Dziś wszystko co pozostało z reduty to mały fragment pięciokątnej platformy przy podstawie XIX-wiecznej statuy. Te pozostałości, wraz z resztą Ramla Bay, są zarządzane przez Gaia Foundation.